# David Dephy
David Dephy (en georgiano დავით დეფი; Tiflis, 21 de junio de 1968), conocido también como David Dephy Gogibedashvili, es un poeta, novelista, intérprete y artista multimedia georgiano.

## Biografía
David Dephy se graduó en la facultad de Arquitectura de la Academia Estatal de Bellas Artes de Tiflis en 1992. Desde entonces ha trabajado en distintos campos de los medios de comunicación tales como prensa, radio y televisión. Durante años fue autor y presentador del programa de televisión Mze-Ra, lo que le supuso un amplio reconocimiento.
Dephy es también participante y autor de numerosas representaciones poéticas, incluidos proyectos innovadores como 'Intimacy for World 2010' —un espectáculo de poesía en línea  con 65 000 espectadores de dieciséis países— y 'Observatory - Daphiony Supernova Domine 2008', una presentación de poesía en vivo desde el Observatorio Abastumani, en la cual el autor utilizó sonido cuadrafónico junto a la presentación visual. En 2010 - 2011 se convirtió en miembro de 'Ledig House', sociedad de escritores y poetas de Nueva York.
En esta ciudad participó en otro espectáculo de poesía en vivo, 'The Second Skin', junto a Laurie Anderson, Yusef Komunyakaa y Salman Rushdie.
Actualmente David Dephy trabaja como consultor creativo en la Universidad de Georgia y además está trabajando con la banda de rock georgiana 'The Sanda' grabando con ellos sus textos poéticos.

## Obra
David Dephy publicó en 1994 su primera colección de ensayos, Tiempo muerto.
En 2011 su cuento Antes del fin fue publicado en la recopilación The Best European Fiction 2012. 
Su colección de poesía Dios está entre ustedes y la novela Todos los misterios del universo (სამყაროს ყველა საიდუმლო) fueron nominadas en los premios literarios SABA de 2011.
Esta última obra es una historia de detectives, mística y oscura, que se desarrolla en Tiflis en 2012.
Gvirgvinosany (coronada) (გვირგვინოსანი, 2016) es también una novela de detectives, aunque en un contexto histórico, pues el principal protagonista es Demna Batonishvili, príncipe real y pretendiente legal al trono de Georgia en el siglo XII.
De muy distinta índole es El rey poeta (მეფე პოეტი, 2016), considerada una de las obras fundamentales del autor, un cuento de hadas narrado en forma de poema que consta de 23 partes.